# Bistum Wa
Das Bistum Wa (lat.: Dioecesis Vaensis) ist eine in Ghana gelegene römisch-katholische Diözese mit Sitz in Wa.
Mutterkirche des Bistums ist die St. Andrews Kathedrale in Wa.

## Geschichte
Das Bistum Wa wurde am 3. November 1959 durch Papst Johannes XXIII. aus Gebietsabtretungen des damaligen Bistums Tamale errichtet und als Suffraganbistum unterstellt.

## Ordinarien
- Peter Poreku Dery (1960–1974), dann Bischof von Tamale (1974–1994), Kardinal (ab 2006)
- Gregory Ebolawola Kpiebaya (1974–1994), dann Erzbischof von Tamale (1994–2009)
- Paul Bemile (1994–2016)
- Richard Kardinal Baawobr MAfr (2016–2022)
- Francis Bomansaan MAfr (seit 2024)